# Tresta
Tresta (dawn. Tresta Rządowa) – wieś w Polsce położona w województwie łódzkim, w powiecie tomaszowskim, w gminie Tomaszów Mazowiecki. Około 11 km od Tomaszowa Mazowieckiego.
W latach 1975–1998 miejscowość administracyjnie należała do województwa piotrkowskiego.
Koło wsi znajdowało się wielkie cmentarzysko kultury łużyckiej istniejące w okresie XI–VIII w. p.n.e., na którym udokumentowano 308 grobów, a szacuje się, że łącznie było ich około 350. Są to pochówki ciałopalne, gdzie prochy chowano w urnach, a sporadycznie bezpośrednio w ziemi (groby jamowe). Nekropolia była badana głównie od 1967 do 1970, a wkrótce potem teren ten został zalany wodami nowo powstającego zbiornika sulejowskiego. Materiały archeologiczne z cmentarza przechowuje Muzeum im. Jacka Malczewskiego w Radomiu. 
Wierni Kościoła rzymskokatolickiego należą do parafii św. Anny w Smardzewicach.